# Duvärt
Duvärt (Cajanus cajan) är en ärtväxtart som först beskrevs av Carl von Linné, och fick sitt nu gällande namn av Charles Frederick Millspaugh. Duvärt ingår i duvärtssläktet och familjen ärtväxter.

## Underarter
Arten delas in i följande underarter:
- C. c. bicolor
- C. c. flavus

## Bildgalleri

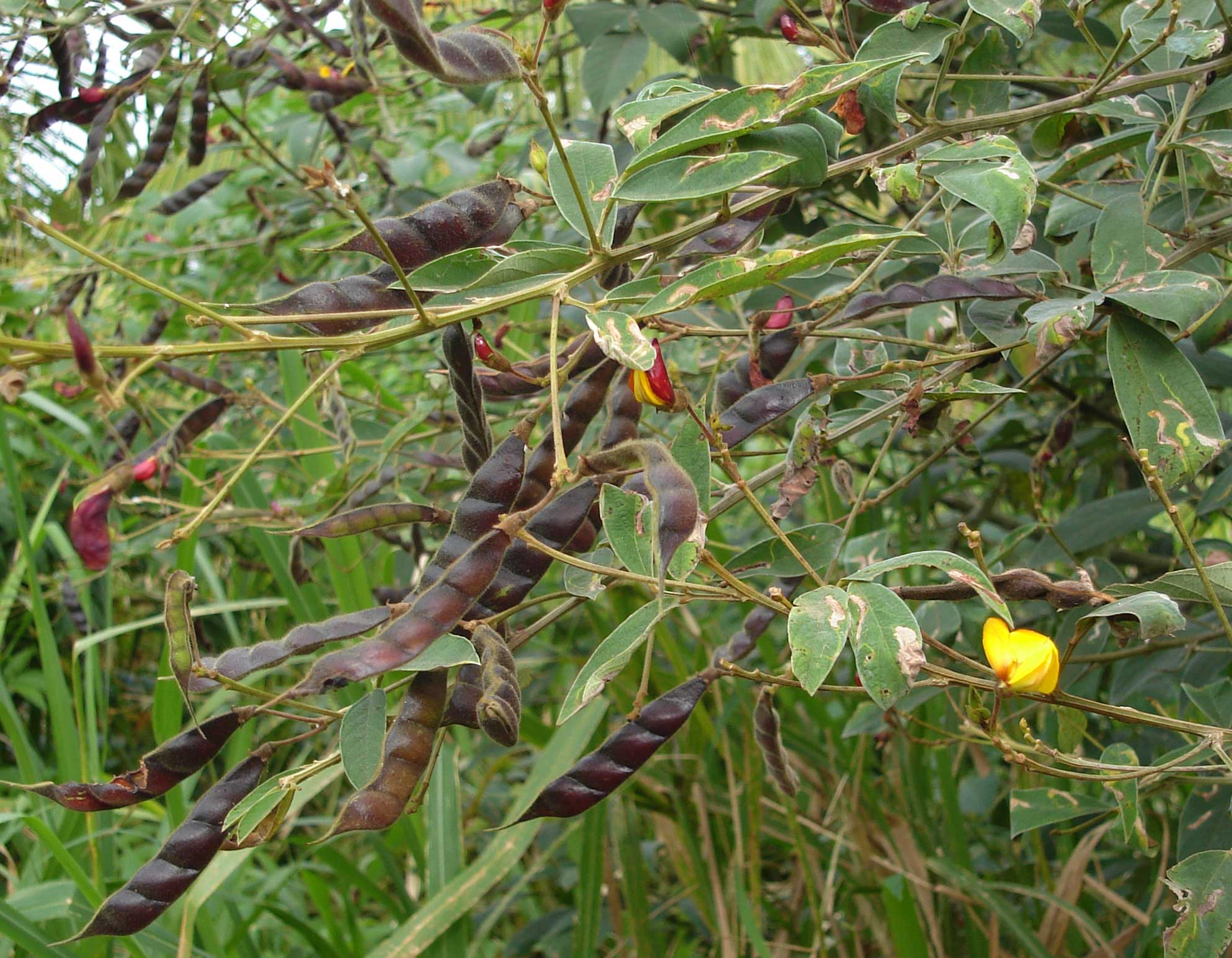
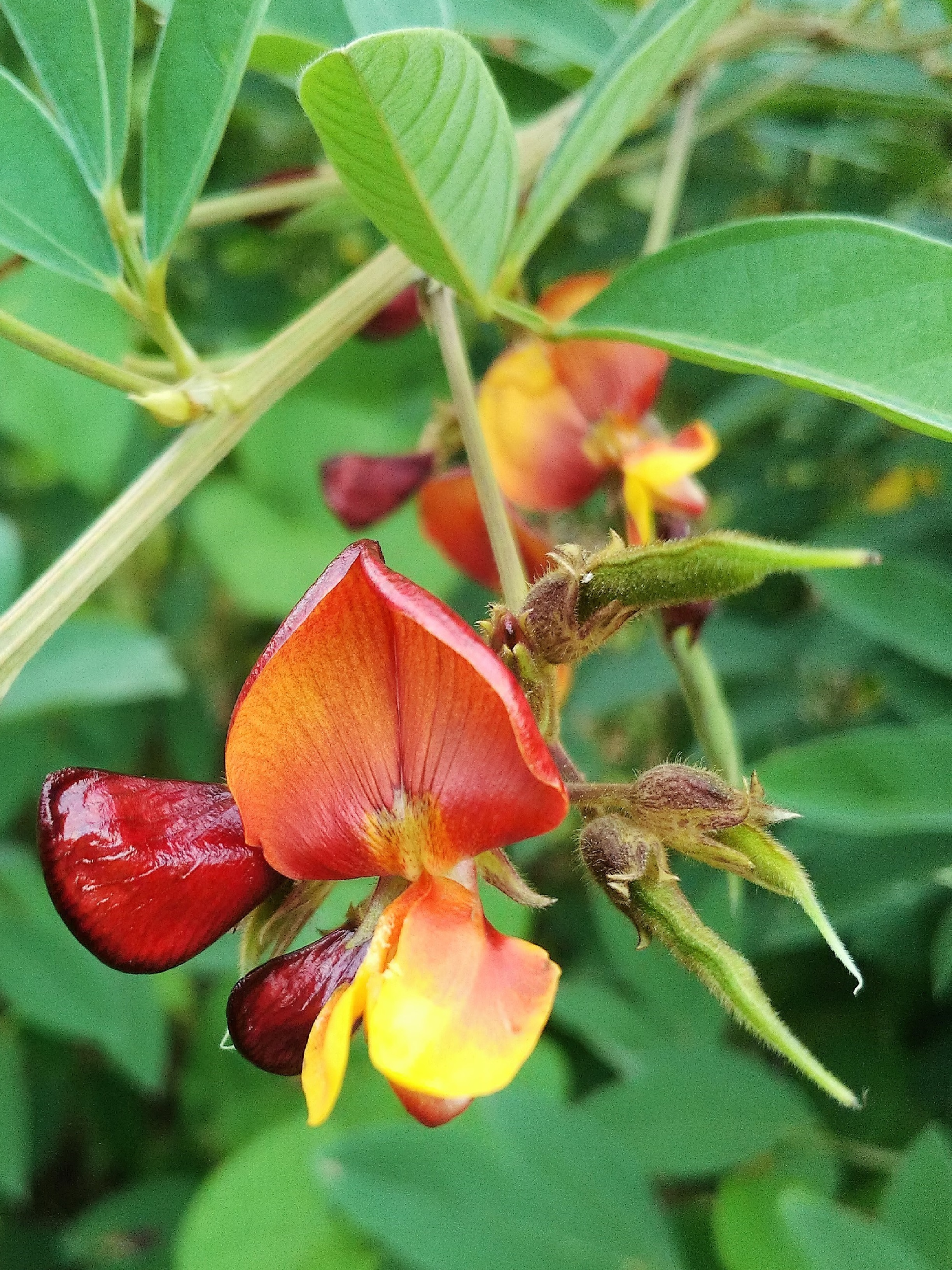
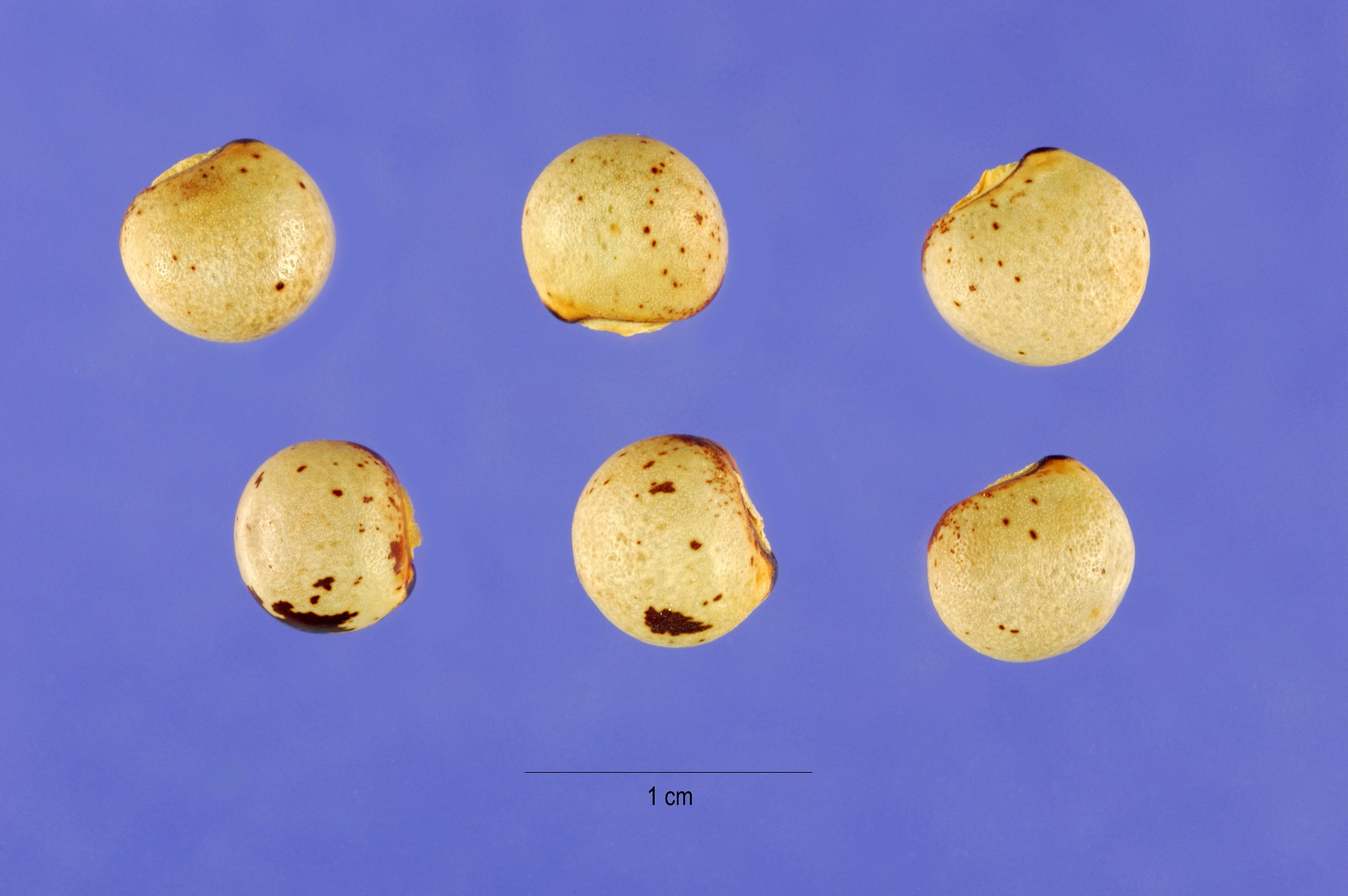
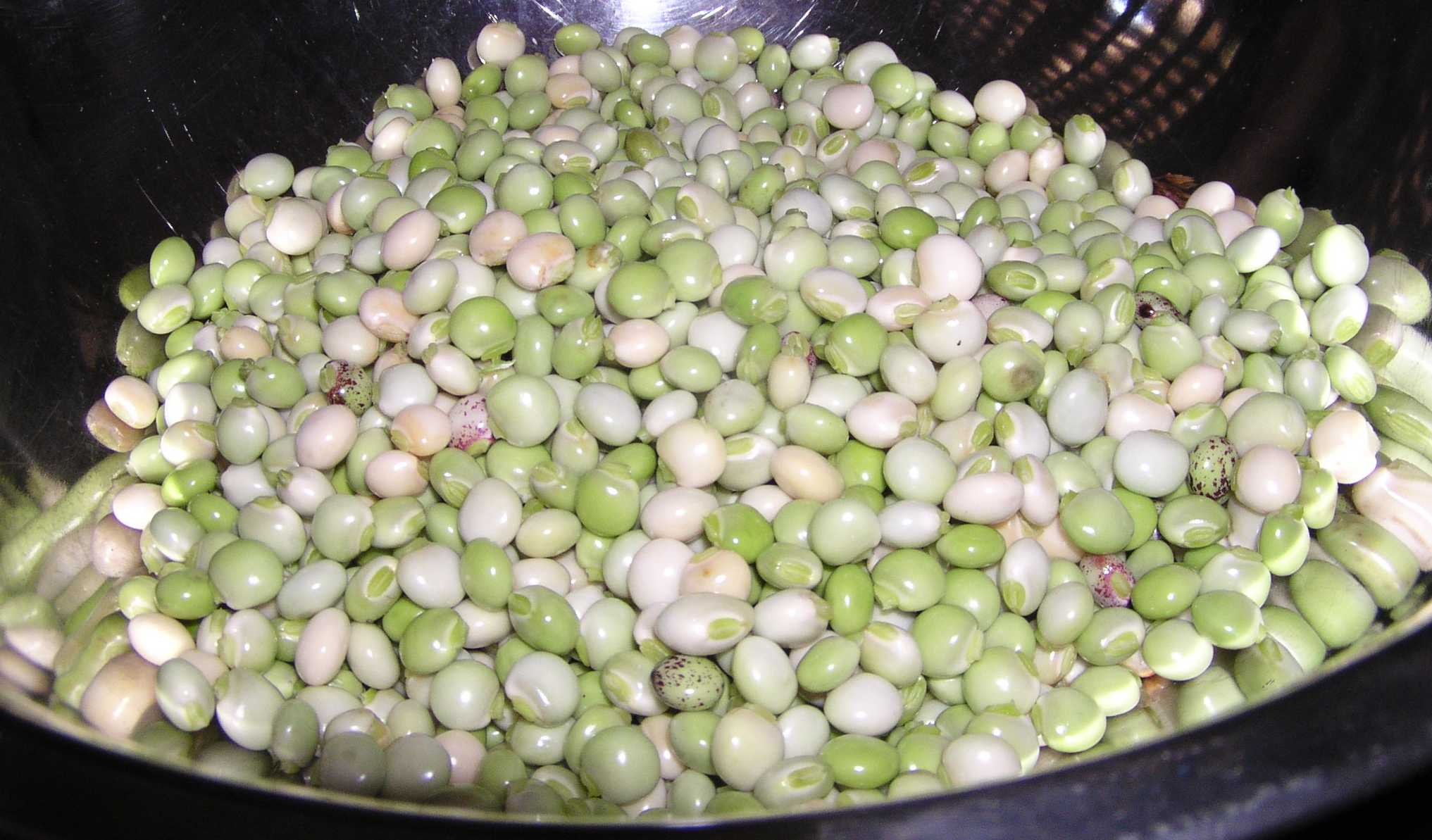
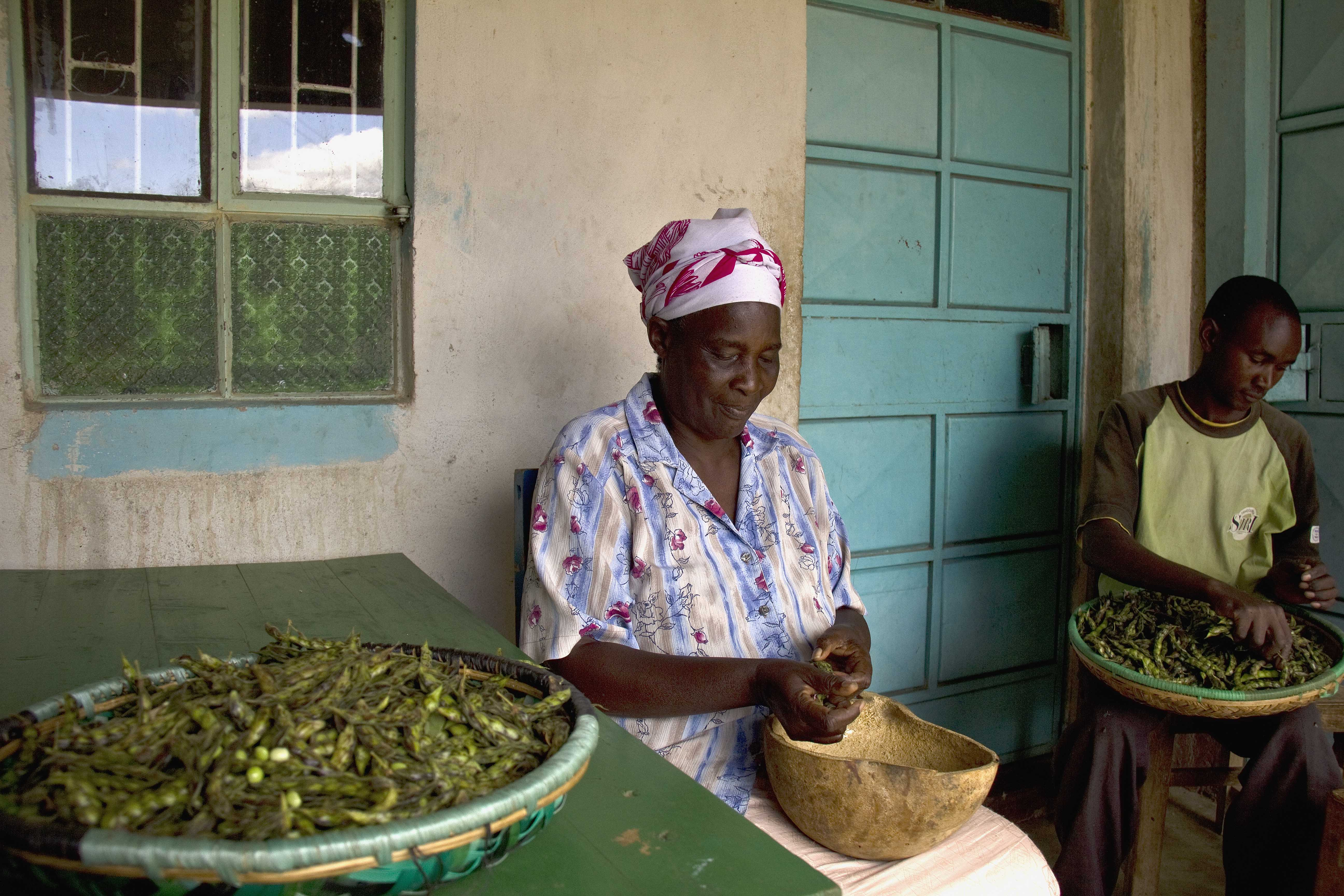
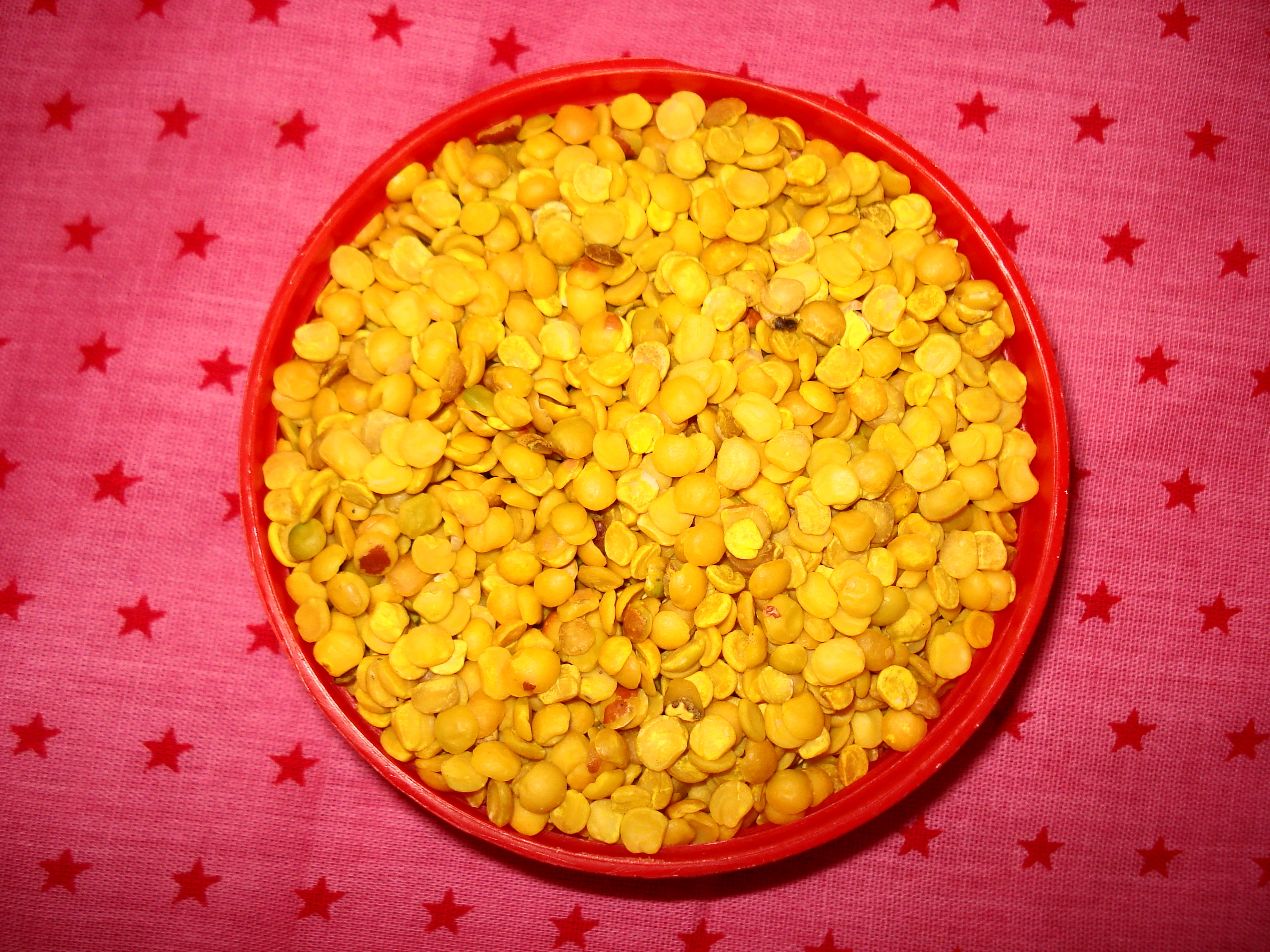
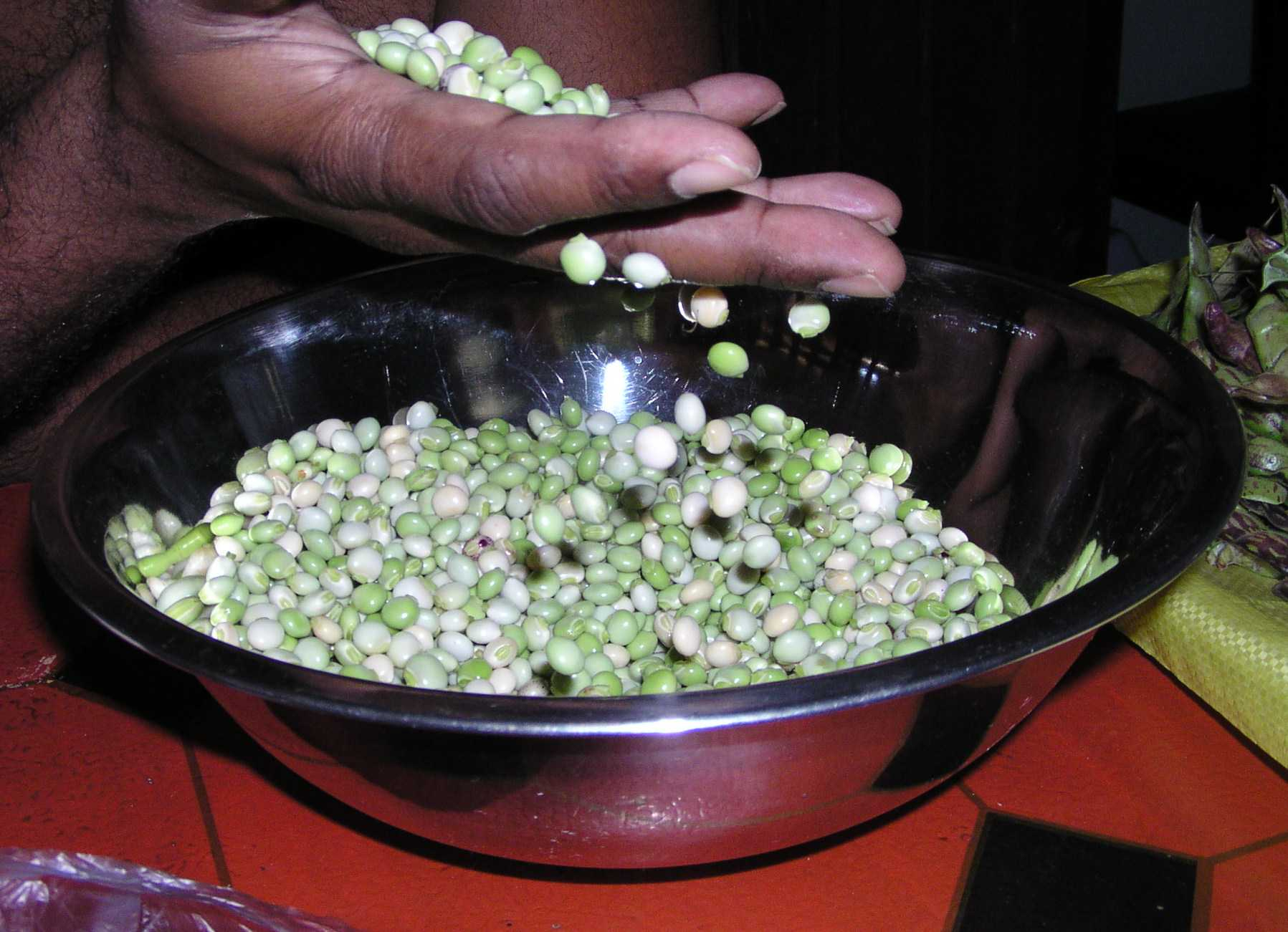
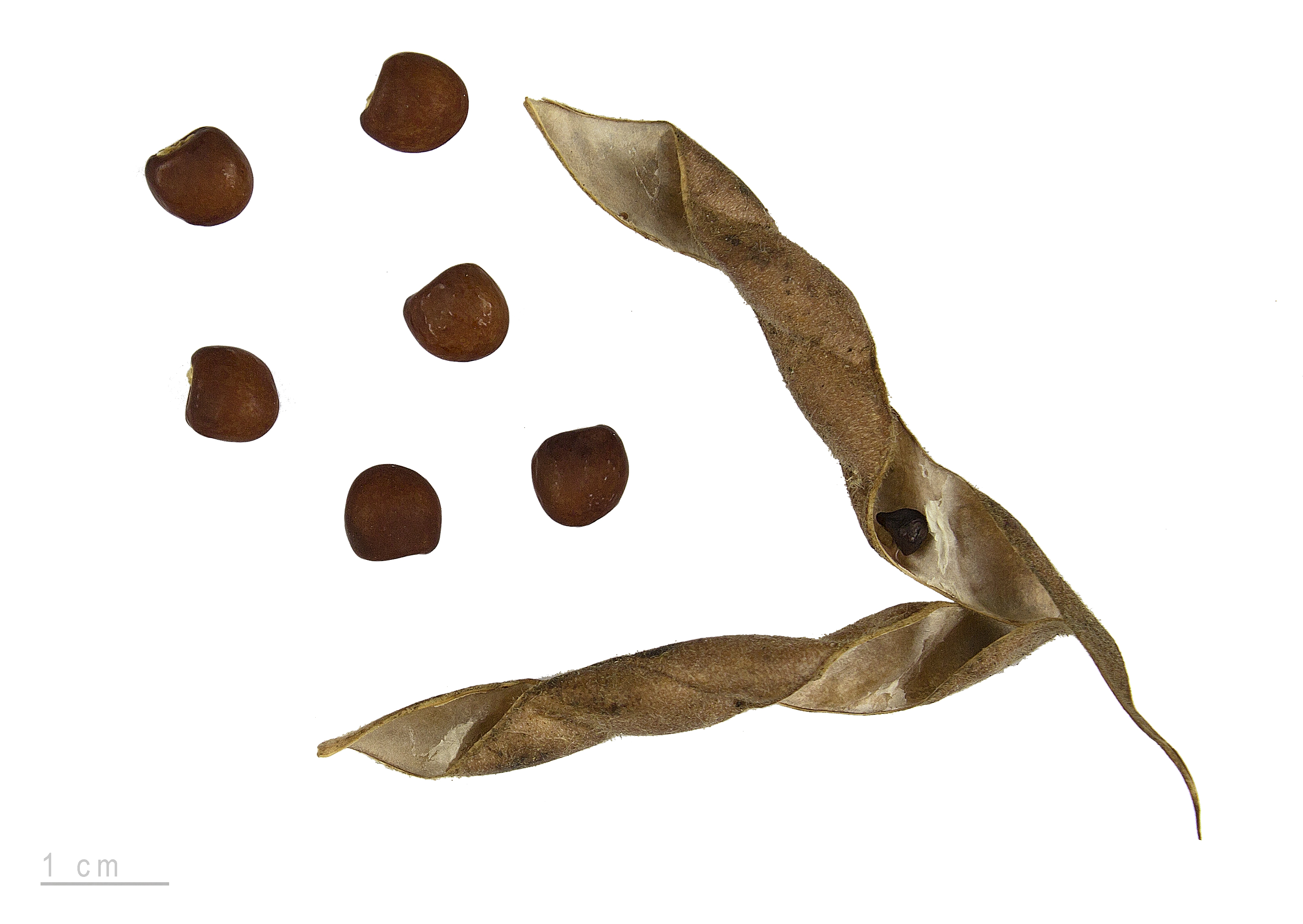
Cajanus cajan - Museum specimen